# Enuresi nocturna
L'enuresi nocturna és la malaltia que provoca que una persona, generalment nens, s'orini de forma involuntària mentre dormen. Per a altres tipus d'enuresi (pèrdua involuntària d'orina), mireu l'article d'incontinència urinària.

## Tractament

### Sistema d'alarma
Hi ha diversos tipus de tractament. Un d'ells és el de l'esponja:
Es col·loca una esponja de bany al pijama i es connecta amb una alarma situada a l'espatlla de l'afectat. Així, si l'esponja es mulla el timbre sona i desperta l'afectat, que pot anar al lavabo a acabar d'orinar.
L'objectiu de l'alarma és que el subjecte es conscienciï que quan sona l'alarma ha de contraure l'esfínter per a no orinar-se al llit. D'aquesta manera pot acostumar-se fins que aconsegueixi passar la nit sense mullar el llit.
(cal revisar aquest text!)